# 纳呋拉啡
纳呋拉啡（INN/USAN：nalfurafine），商品名为 Remitch 等，原开发代号 TRK-820 、AC-820 、MT-9938，是一种在日本上市的止痒药，用于接受血液透析的慢性肾病患者治疗尿毒症瘙痒症。  它是一种有效、选择性、中枢渗透的κ-阿片受体(KOR)激动剂， 并且是第一個也是目前唯一一個被批准用於臨床的選擇性KOR 激動劑。 被非正式地称为历史上“第一种非麻醉性阿片类药物”。 

## 历史
纳呋拉啡源自阿片类拮抗剂纳曲酮的结构修饰， 1998年首次合成并表征 ，于2009年于日本批准作为静脉注射的药物使用，商标名为Remitch。开发商以Winfuran的名称在欧洲申请批准，但被欧洲药品管理局拒绝。该药物最初作为手术镇痛剂开发，虽然在伤害感受的动物模型中有效，但是由于在人类镇静剂作用發生率較低，它被重新用作較低治療劑量的止癢剂。 至2015年，納夫拉芬還在日本用於治療慢性肝病患者的膽汁淤積性瘙癢，在美国则是处于治疗尿毒症瘙痒症的临床试验。 

## 效果
与其他KOR激动剂不同，纳呋拉啡不会对人体致幻。  单次肌肉注射的人類耐受度高達30 µg，而劑量到40 µg會產生“中度的行為/心理副作用”（可能是指鎮靜），但沒有產生任何精神病或煩躁不安的情況。在囓齒動物中，低劑量的納呋拉啡（10-40 µg/kg) 不會產生條件性位置偏好或厭惡，而80 µg/kg下引起了顯著的位置厭惡。 临床试验中低剂量纳呋拉啡最常见的副作用是失眠（在 10-15% 的患者中观察到），而几乎没有观察到其他副作用。  此外，用纳夫拉芬治疗患者一年后，未发现对纳夫拉芬止痒作用的耐受性，而且没有发生身体依赖或心理依赖的证据。 与其他KOR激动剂相比，该药物还显示出对动物镇痛和镇静等作用的耐受性较低。  在动物中，纳呋拉啡产生抗抓伤、镇痛、镇静和利尿作用。 

## 作用机制
纳呋拉啡是具有口服活性、中枢作用、高效、选择性的κ-阿片受体(KOR)的激动剂（K i = 75 pM； EC 50 = 25 pM）。 如上所述，相对于其他药物，纳呋拉啡作为 KOR 激动剂表现出非典型特性。但是，它并没有完全替代啮齿动物中的原型 KOR 激动剂 U-50488 ，表明这两种化合物的作用效果存在质的差异。与 U-50488 不同的是，它不会在啮齿动物中产生条件性位置厌恶或偏好。该药物是一种 4,5-环氧吗啡喃衍生物，相对于其他 KOR 激动剂而言，结构上是独一无二的。 纳呋拉啡可能是KOR的偏向激动剂或KOR的亚型选择性激动剂。事实已经发现它作为 KOR 的偏向激动剂时，体外试验中倾向于激活 β-arrestin信号传导，但矛盾的是，β-arrestin 似乎是KOR激动剂诱导产生厌恶的原因， 并且纳呋拉啡表现出与体外实验不一致的矛盾的体内效应。因此，需要更多的研究来阐明这种药物的不同机制和作用。
体外研究发现纳呋拉啡与μ-阿片受体结合并在该位点具有弱的部分激动剂活性，尽管亲和性比 KOR 低得多。 然而，体内实验中纳呋拉啡在动物或人类中没有显示出KOR激动或拮抗的迹象，也没有奖励或增强作用或身体依赖性的证据。 

## 研究
已发现纳呋拉啡在与药物滥用、成瘾以及依赖相关的各种动物模型中有效，并且可能成为这些疾病的一种新的潜在治疗方法。啮齿类动物中，该药物减弱了可卡因的区别性和奖励性作用以及吗啡的奖励性和运动性的作用，并减少了美加明对尼古丁戒断产生的厌恶性作用。 

## 相关
- 阿西马多林
- 布托啡诺
- 纳布啡
- 纳美芬
- 纳曲本
- 降伊波加因碱
- RB-64
- 沙维诺林A